# Strada nazionale 66
La strada nazionale 66 era una strada nazionale del Regno d'Italia, che congiungeva Terontola a Loreto.
Venne istituita nel 1923 con il percorso "Terontola - Perugia - Foligno - Macerata - Innesto con l'Adriatica Superiore n. 4 presso Loreto".
Nel 1928, in seguito all'istituzione dell'Azienda Autonoma Statale della Strada (AASS) e alla contemporanea ridefinizione della rete stradale nazionale, il suo tracciato costituì l'intera strada statale 75 Centrale Umbra (da Terontola a Foligno) e l'intera strada statale 77 della Val di Chienti.